# 가브리엘 옹게네
가브리엘 아부디 옹게네(프랑스어: Gabrielle Aboudi Onguéné, 1989년 2월 25일 ~ )는 카메룬의 여자 축구 선수로 현재 러시아 쳄피오나트 로시 포 푸트볼루 스레디 젠신의 CSKA 모스크바에서 공격수로 활약하고 있으며 2011년 아프리칸 게임 금메달리스트이다.

## 클럽 경력
두알라 출신인 옹게네는 이웃 동네에 거주하던 아이들과 함께 축구를 시작했고 나중에 응고디 응캄 야바시 여자 축구단에서 활동하게 된다. 2005년에 카농 야운데에 입단하면서 데뷔했고 2009년에는 루브 미니프로프 드 야운데로 이적했다. 루브 미니프로프 드 야운데 소속으로 활약하던 동안에는 팀의 카메룬 여자 축구 선수권 대회 3회 우승, 카메룬 여자컵 2회 우승에 기여했다.
옹게네는 2012년에 칼리닌그라드를 연고로 하는 러시아의 여자 축구 클럽인 알파 09 칼리닌그라드로 이적하면서 쳄피오나트 로시 포 푸트볼루 스레디 젠신 무대에 데뷔했고 2015년에는 WFC 로시얀카로 이적했다. 2015 시즌에서는 10경기에 출전하여 6골을 기록하면서 로시얀카의 리그 준우승에 기여했는데 리그 득점 순위에서는 3위에 해당한다. 2016 시즌에서는 13경기에 출전하여 6골을 기록하면서 리그 득점왕에 올랐고 로시얀카는 해당 시즌에서 11승 2무 2패를 기록하면서 리그 우승을 차지하게 된다.
옹게네는 2017년에 WFC CSKA 모스크바로 이적했다. 2017 시즌에서는 14경기에 출전하여 9골을 기록했는데 리그 득점 순위에서는 2위에 해당한다. 로시얀카는 해당 시즌에서 9승 1무 4패를 기록하면서 4위를 차지하게 된다. 2018 시즌에서는 13경기에 출전하여 3골을 기록했다.

## 국가대표 경력
옹게네는 15세 시절이던 2008년에 카메룬 여자 축구 국가대표팀에 데뷔했으며 모잠비크 마푸투에서 개최된 2011년 올아프리카 게임에서는 카메룬의 여자 축구 금메달에 기여했다. 2012년 런던 하계 올림픽에서는 브라질, 영국, 뉴질랜드와의 조별 예선 경기에서 출전했으나 카메룬은 조별 예선에서 3패를 기록하면서 탈락했다. 하지만 뉴질랜드와의 조별 예선 경기에서 1골을 기록하는 성과를 기록했다.
옹게네는 캐나다에서 개최된 2015년 FIFA 여자 월드컵에 참가한 카메룬 여자 축구 국가대표팀 명단에 이름을 올렸고 카메룬은 해당 대회에서 16강전에 진출하는 성과를 기록했다. 에콰도르와의 조별 예선 경기에서는 1골 1어시스트를 기록하면서 카메룬의 6-0 승리에 기여했고 스위스와의 조별 예선 경기에서는 1골 1어시스트를 기록하여 카메룬의 2-1 승리에 기여했다. 카메룬에서 개최된 2016년 아프리카 여자 네이션스컵에서는 카메룬의 준우승에 기여하여 대회 MVP로 선정되는 영예를 안았다.

## 수상

### 클럽
루브 미니프로프 드 야운데
- 카메룬 여자 축구 선수권 대회 3회 우승 (2009, 2010, 2011)
- 카메룬 여자컵 2회 우승 (2010, 2011)

### 국가대표
- 2011년 마푸투 올아프리칸 게임 여자 축구 금메달
- 2012년 아프리카 여자 축구 선수권 대회 3위
- 2014년 아프리카 여자 축구 선수권 대회 준우승
- 2016년 아프리카 여자 네이션스컵 준우승
- 2018년 아프리카 여자 네이션스컵 3위